# Leslie Charteris
Leslie Charles Bowyer Lin (12 de mayo de 1907 - 15 de abril de 1993), quien cambió luego legalmente su nombre por el de Leslie Charteris, por el que fue conocido, fue un autor sinobritánico naturalizado estadounidense creador de obras de misterio y ficción, así como guionista. Su prestigio se debe sobre todo a los muchos libros en los que hacía crónica de las aventuras de Simon Templar, alias "El Santo".

## Biografía
Charteris era hijo de padre chino y de madre inglesa. Su padre era médico, y afirmaba ser capaz de rastrear su linaje hasta los emperadores de la dinastía Shang. Charteris se interesó en la escritura en , y en un determinado momento llegó a la creación de su propia revista con artículos, cuentos, poesía, editoriales, publicaciones periódicas e incluso una tira cómica. Asistió a la Escuela Rossall, cerca de Fleetwood en Lancashire.
Una vez que su primer libro, escrito durante su primer año de universidad en el King's College, Cambridge, fue aceptado, dejó la universidad y se embarcó en su nueva carrera. Charteris estaba motivado por el deseo de ser poco convencional y ser económicamente acomodado haciendo lo que le gustaba. Continuó escribiendo historias thriller, mientras trabajaba en varios empleos desde cargador en un buque hasta camarero en un hotel rural. Se dedicó a la búsqueda de oro y perlas, fue pescador, trabajó en una mina de estaño y en una plantación de caucho, estuvo de gira por Inglaterra con un carnaval ambulante, y condujo un autobús. En 1926, cambió legalmente su apellido por el de Charteris. En el documental de la BBC Radio 4 "Leslie Charteris - El centenario de El Santo", su hija afirmó que había elegido el apellido en la guía telefónica.[cita requerida]
Su tercera novela, Meet -The Tiger! (1928), presentó su creación más famosa - "Simon Templar" - y fue un éxito de público. Sin embargo, en 1980 en una introducción a una reedición en Charter Brooks de la novela, Charteris indicó que no estaba satisfecho con el trabajo, lo que sugiere que el único valor que le concedía al libro era como inicio de la perdurable serie de El Santo. En ocasiones decidió ignorar la existencia de Meet - The Tiger!, y afirmaba que la serie realmente comenzó con el segundo volumen Enter The Saint de (1930). Un ejemplo de esto se puede encontrar en la introducción que Charteris escribió a principios de 1960 para una edición de este último libro publicada por Fiction Publishing Company (una filial de Doubleday).[cita requerida]
A pesar de que escribiría algunos otros libros (entre ellos, una novelización de su guion para la comedia de misterio La dama del tren, de Deanna Durbin, y la traducción al inglés de Juan Belmonte, matador de toros, su vida y sus hazañas, de Manuel Chaves Nogales), la obra de su vida - al menos en el mundo literario - consiste principalmente en las aventuras de El Santo, que escribió en formato de novela, novela corta y cuento durante 35 años (con otros autores, "negros", las historias con el nombre Charteris aparecieron durante otros 20 años; Charteris actuó como editor de estos libros, aprobando las historias y haciendo modificaciones cuando era necesario).[cita requerida]
Charteris se trasladó en 1932 a Estados Unidos, donde continuó publicando cuentos y también se convirtió en un escritor de Paramount Pictures, trabajando en la película El club de medianoche, de George Raft. En esa época, Charteris viajó en el Hindenburg en su exitoso viaje inaugural a Nueva Jersey (el desastre no ocurrió hasta el segundo año de funcionamiento de la aeronave).[cita requerida]
Sin embargo, Charteris no pudo obtener la residencia permanente en los Estados Unidos debido a la Oriental Exclusion Act (Ley de exclusión de orientales), que prohibía la inmigración de personas con el "50% o más" de sangre oriental. Como resultado, Charteris se vio obligado a renovar continuamente su visa de visitante temporal cada seis meses. Finalmente, una ley del Congreso le concedió personalmente a él y a su hija el derecho de residencia permanente en los Estados Unidos, con elegibilidad para la naturalización que luego completó.[cita requerida]
En la década de 1940, Charteris, además de continuar escribiendo las historias de El Santo, escribió el guion de la serie Sherlock Holmes para radio, en la que se presentaba a Basil Rathbone y Nigel Bruce. En 1941, apareció en la revista Life en una adaptación fotográfica de una historia corta de El Santo, donde el mismo Charteris interpretaba el papel. También contribuyó con historias de una tira cómica de larga data basada en El Santo.[cita requerida]
Durante la década de 1940, se produjo una serie de películas de éxito moderado basadas en El Santo (aunque sólo un par de películas se basaron directamente en los escritos de Charteris).[cita requerida]
En 1952 se casó con la actriz de Hollywood Audrey Long (n. 1922), la pareja eventualmente se mudó a Inglaterra, donde Charteris pasó sus últimos años viviendo en Surrey.[cita requerida]
Sin embargo, el éxito fuera de la arena literaria eludió a la creación de Charteris durante mucho tiempo, hasta el éxito de la serie de televisión británica El Santo, producida entre 1962 y 1969, con Roger Moore en el papel de Simon Templar.[cita requerida]
Muchos episodios de la serie de televisión se basaban en historias cortas de Charteris. Más tarde, cuando se encargaron guiones originales, Charteris permitió que algunos de estos guiones se novelaran y se publicaran como nuevas aventuras del personaje. Estos últimos libros llevaban el nombre Charteris como autor, pero en realidad fueron escritos por otros. Charteris viviría para ver una segunda serie de la televisión británica, El Retorno del Santo, protagonizada por Ian Ogilvy como Simon Templar, y en la década de 1980 una serie de películas para televisión producida en Australia y protagonizada por Simon Dutton mantuvo vivo el interés en El Santo. También hubo un intento abortado en 1980 de una serie de televisión en los Estados Unidos, que sólo dio lugar a un episodio piloto.[cita requerida]
Además de ser un escritor de ficción, Charteris también escribió una columna de cocina en una revista estadounidense como actividad secundaria. Él fue también uno de los primeros miembros de la organización Mensa.[cita requerida]
Los libros de las crónicas de El Santo alcanzaron el centenar. Charteris se alejó de la escritura después de The Saint in the Sun (1963). Al año siguiente se publicó Vendetta for the Saint y, si bien se acreditó a Charteris, en realidad fue obra del escritor de ciencia ficción Harry Harrison. Tras Vendetta, como se señaló anteriormente, se produjeron varios libros que se adaptaron de los episodios televisados, libros que se han acreditado a Charteris, pero en realidad escritos por otros (aunque Charteris mismo colaboró en varios libros de El Santo en la década de 1970).[cita requerida]
Leslie Charteris se casó cuatro veces, murió en Windsor, Berkshire, en 1993. Su esposa Audrey Long le sobrevivió.[cita requerida]